# 64974 Savaria
64974 Savaria è un asteroide della fascia principale. Scoperto nel 2002, presenta un'orbita caratterizzata da un semiasse maggiore pari a 3,2265797 UA e da un'eccentricità di 0,1145913, inclinata di 2,10257° rispetto all'eclittica.
L'asteroide è dedicato all'omonimo insediamento romano in Pannonia, corrispondente all'odierna Szombathely in Ungheria.